# Ciliegie al maraschino
Le ciliegie al maraschino sono ciliegie sciroppate con acqua, zucchero e, a volte, maraschino, spesso utilizzate per decorare o insaporire altri alimenti fra cui cocktail e dolci.

## Storia

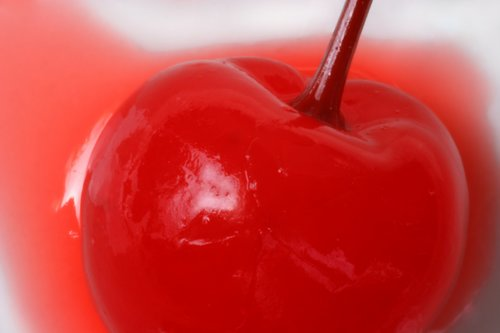
Primo piano di una ciliegia al maraschino

Le ciliegie al maraschino prendono il nome dalle ciliegie marasche che, durante la metà del diciannovesimo secolo, venivano tradizionalmente conservate nel liquore maraschino in Dalmazia.
Le ciliegie furono introdotte per la prima volta negli Stati Uniti alla fine dello stesso secolo, e si diffusero nei bar e nei ristoranti più raffinati dell'epoca. Essendo poche e costose, i produttori americani iniziarono a sperimentare alcuni processi per conservare le ciliegie, utilizzando aromi come l'estratto di mandorla e frutta sostitutiva come le ciliegie Napoleon. Nel mentre, l'alcol diventava sempre più raro.
Nel 1912, con la popolarizzazione di quei frutti negli USA, l'USDA, che si occupava di tutelare i prodotti agricoli americani, le identificò come "ciliegie marasche conservate nel maraschino" secondo le leggi previste del Pure Food and Drug Act del 1906. La varietà Royal Anne colorata artificialmente e addolcita venne invece bollata come "imitazione delle ciliegie al maraschino". La Food Inspection Decision 141, che definiva le caratteristiche delle ciliegie marasca e il maraschino stessi, venne firmata il 17 febbraio 1912.
Tuttavia, con il giungere del proibizionismo nel 1920, la varietà alcolica delle ciliegie al maraschino, che stava diventando sempre meno popolare, venne dichiarata illegale. Nel 1925, un professore di orticoltura presso l'Università statale dell'Oregon di nome Ernest H. Wiegand, ideò il moderno metodo di produzione delle ciliegie al maraschino usando una soluzione salina piuttosto che l'alcol. Di conseguenza, la maggior parte delle odierne moderne ciliegie al maraschino ha solo una connessione storica con il liquore al maraschino.
Secondo Bob Cain, Cliff Samuels e Hoya Yang, che hanno lavorato con Wiegand all'Università dell'Oregon, il proibizionismo non ha nulla a che fare con la ricerca di Wiegand: la sua intenzione era quella di sviluppare un processo migliore per le ciliegie che non le avrebbe ammorbidite. Quando Wiegand iniziò la sua ricerca, c'erano molti modi per conservare le ciliegie al maraschino senza alcool, molto prima che il Divieto entrasse in vigore. Wiegand scelse un processo scientifico che chiunque potesse replicare.

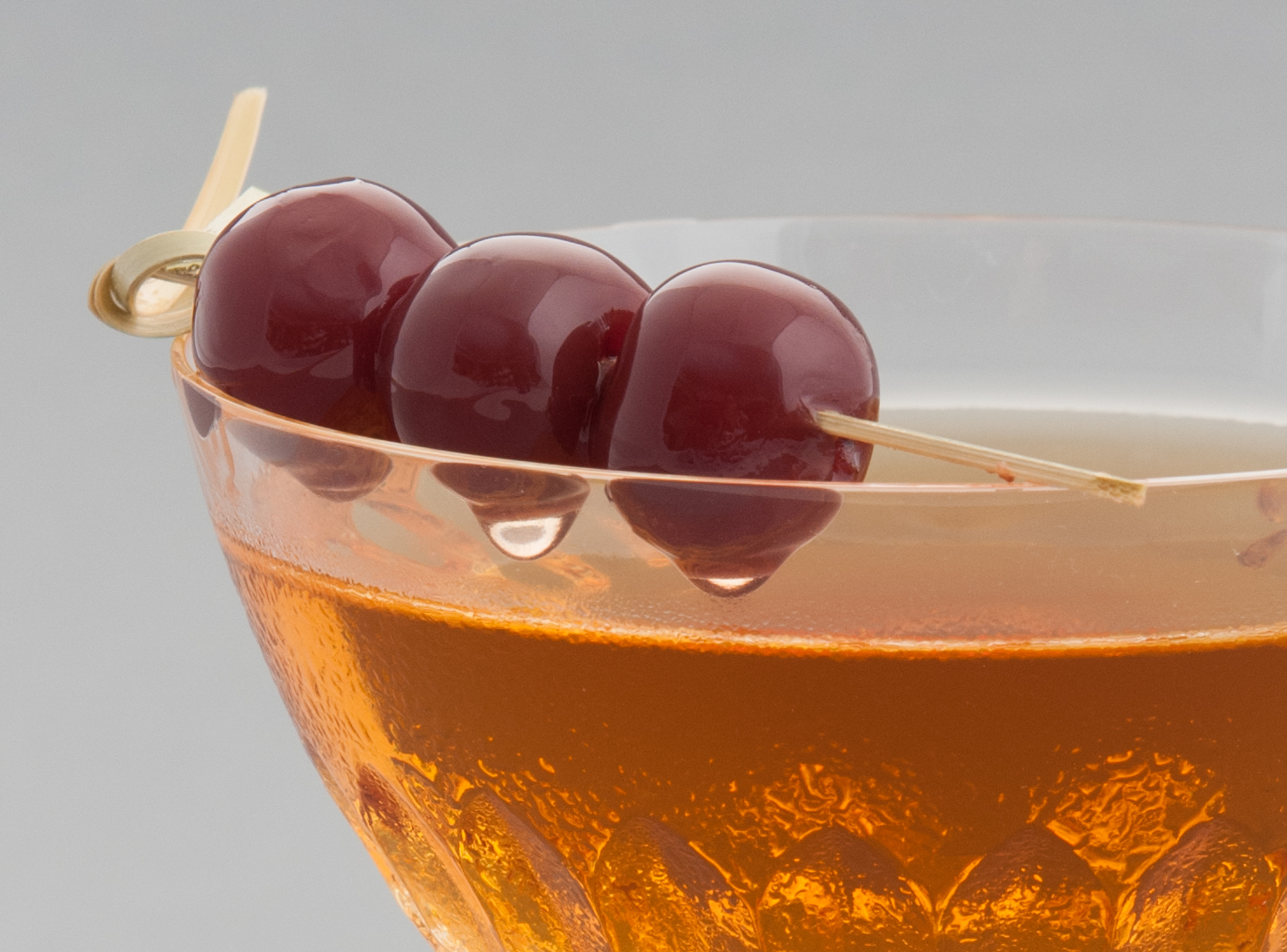
Le ciliegie al maraschino vengono spesso usate per guarnire i cocktail.

Quando Wiegand iniziò le sue ricerche, le ciliegie al maraschino venivano conservate nel metabisolfito di sodio un metodo di conservazione che veniva usato molto prima del proibizionismo. Alcuni produttori usavano maraschino o imitazioni di liquori per insaporire le ciliegie, ma le storie di giornali degli inizi del secolo suggeriscono che molti produttori smisero di usare alcol e tinture artificiali prima del proibizionismo.
Quando il Proibizionismo fu abrogato, l'attività di lobbying da parte dell'industria di ciliegie non alcoliche conservate incoraggiò la Food and Drug Administration a rivedere la politica federale nei confronti delle ciliegie in scatola. Ha tenuto un'audizione nell'aprile del 1939 per stabilire un nuovo standard di identità. Dal 1940, le "ciliegie al maraschino" sono state definite come "ciliegie che sono state tinte di rosso, impregnate di zucchero e confezionate in uno sciroppo di zucchero aromatizzato con olio di mandorle amare o di sapore simile".
I coloranti rosso allura AC e la tartrazina vennero esclusi dai coloranti legali nel 1960. Tuttavia, il divieto del rosso scarlatto GN venne revocato nel 1965 per consentire la colorazione delle ciliegie al maraschino, che a quel punto erano considerate principalmente decorative e non un prodotto alimentare. Nel 1975, William F. Randolph della Food and Drug Administration decretò che, se si utilizzava un "aroma amaro di mandorla o un qualsiasi sapore sintetico, il prodotto doveva essere etichettato come artificiale o aromatizzato artificialmente". L'anno seguente, il divieto del colorante rosso è stato reintegrato. A partire dal 2010, le ciliegie americane moderne del Maraschino sono tipicamente impregnate di colorante rosso Allura AC.

## Preparazione e utilizzi

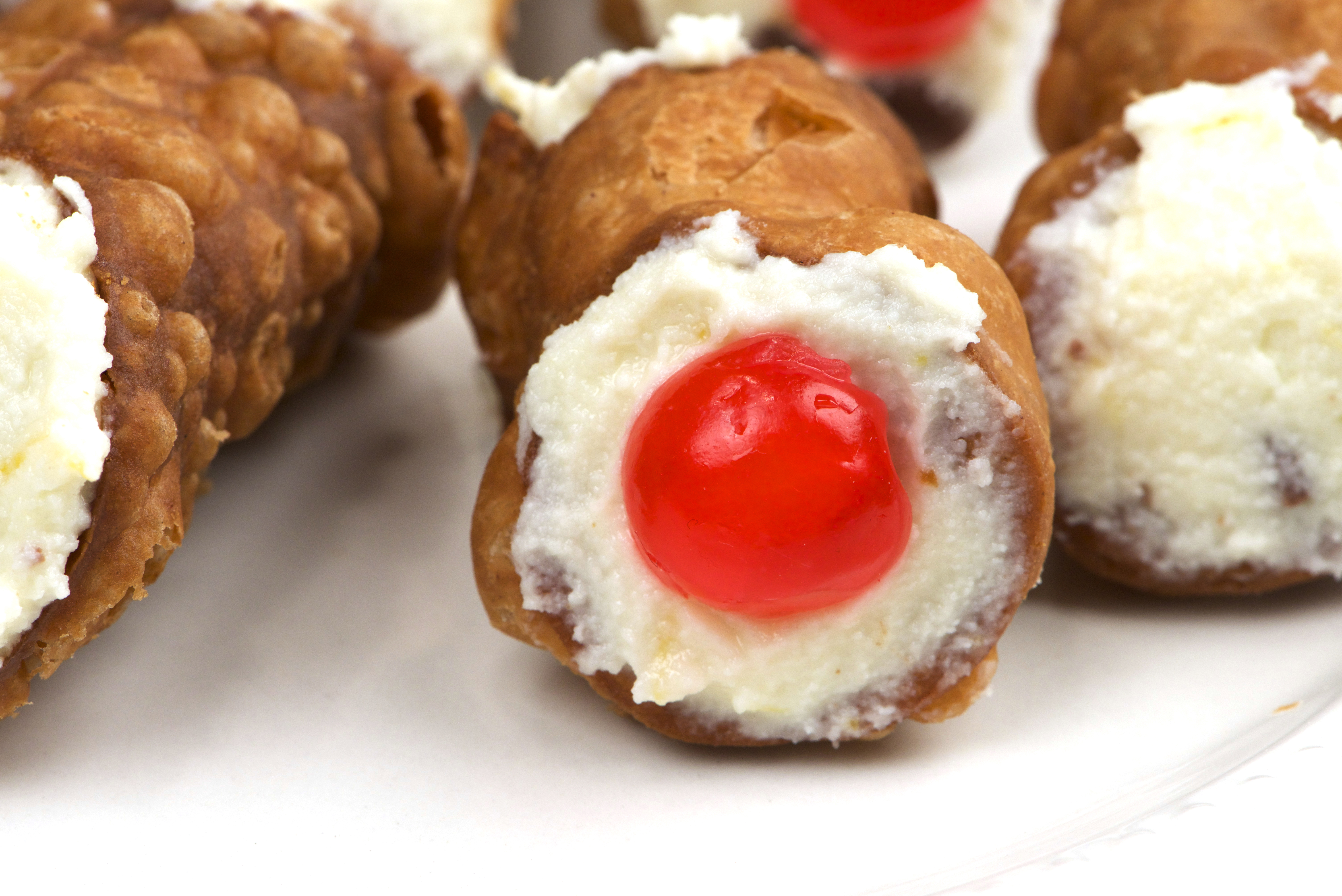
Cannoli siciliani guarniti con ciliegie al maraschino

Quelle al maraschino sono solitamente varietà di ciliegia chiare, come la Napoleon o la Rainier, che vengono dapprima conservate in una soluzione contenente anidride solforosa e cloruro di calcio che serve per sbiancare il frutto. Successivamente vengono imbevute nel colorante alimentare rosso, sciroppo di zucchero e altro componenti. Oltre a essere utilizzate per decorare i cocktail, le ciliegie al maraschino vengono usate per guarnire molti dolci fra cui gelati, yogurt gelato, torte, alimenti da pasticceria, parfait, semifreddi, frappé, coppe gelato e bibite gassate oppure alcuni alimenti salati come il prosciutto cotto. Sono spesso incluse nelle macedonie di frutta in scatola e sono state usate per bevande fra cui la Coca-Cola alla ciliegia.